# Ribeirão da Ilha

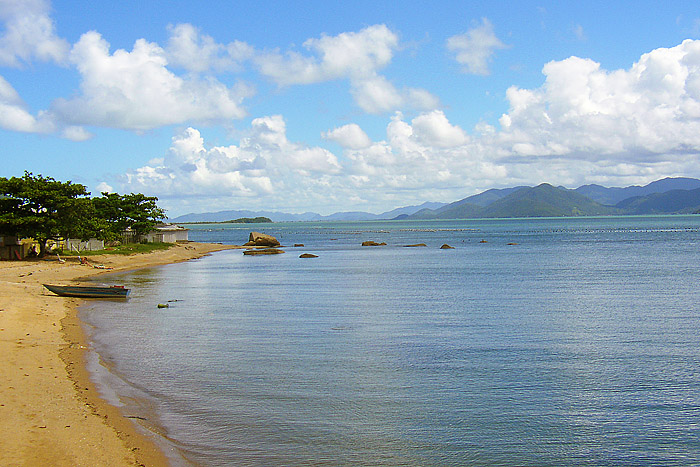
La plage de Ribeirão da Ilha.

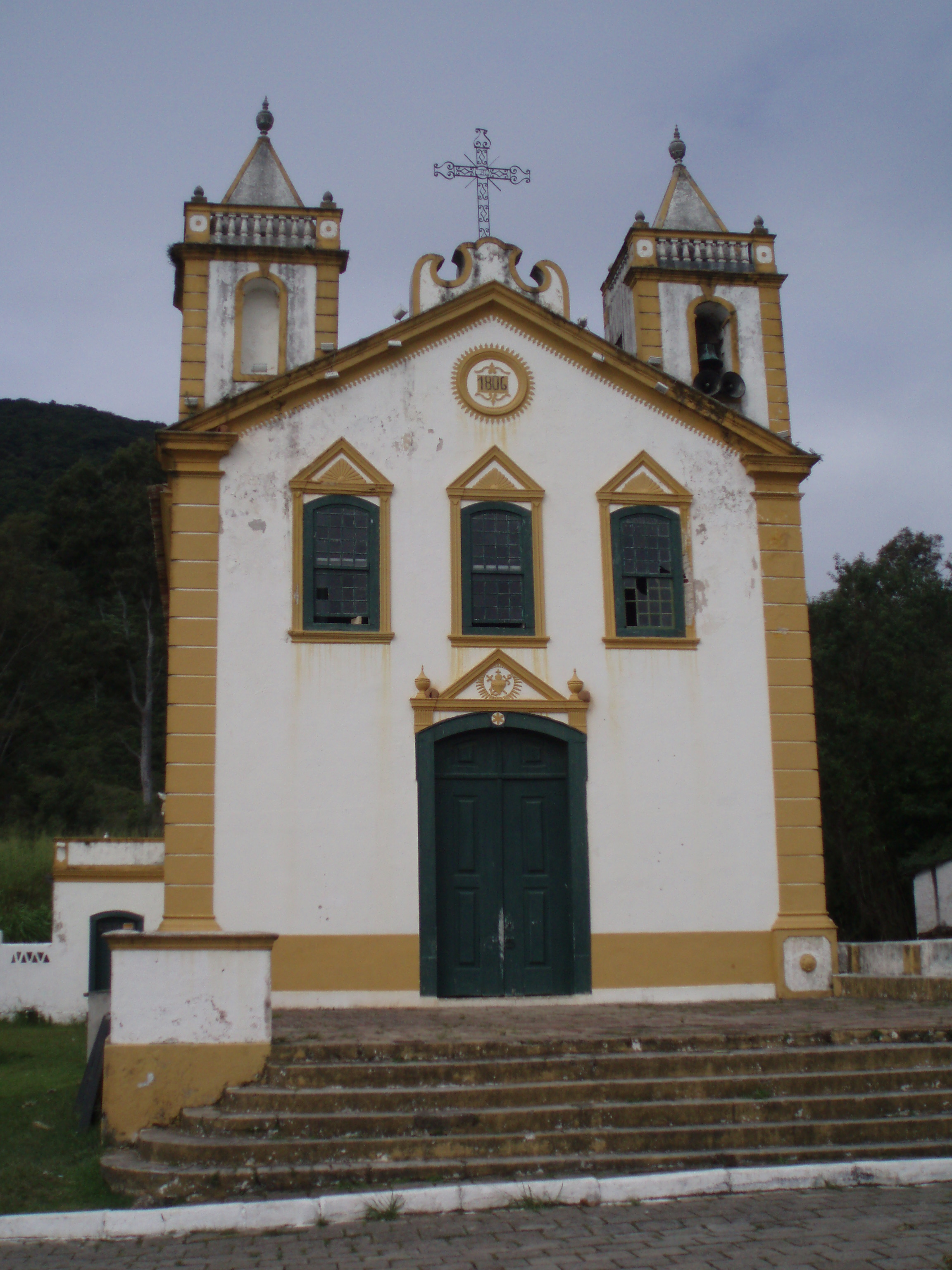
L'église de la localité.

Ribeirão da Ilha est un district de la municipalité Florianópolis, capitale de l'État brésilien de Santa Catarina. Il fut créé, comme freguesia,  le 11 juillet 1809. Il couvre une superficie de 52 km2 et se situe au sud-ouest de l'île de Santa Catarina, au bord de la baie Sud.
Le siège du district se situe dans la localité de Freguesia do Ribeirão. Les autres localités du district sont:
- Alto Ribeirão
- Barro Vermelho
- Caiacangaçu
- Caieira da Barra do Sul
- Carianos
- Costeira do Ribeirão
- Praia de Naufragados
- Tapera
- Sertão do Peri

Il s'agit d'un des plus anciens districts de Florianópolis, avec Santo Antônio de Lisboa et Lagoa da Conceição. Le centre ville de Freguesia do Ribeirão, avec sa chapelle et ses maisons dans le style colonial portugais, donne un charme certain à cette localité.
On trouve dans ce district le point culminant de l'île de Santa Catarina, le Morro do Ribeirão. Fait notable, Ribeirão da Ilha est le principal pôle de production d'huîtres du Brésil.